# Beunza-Larrea
Beunza-Larrea (Beuntzalarrea en euskera y oficialmente Beuntza-Larrea / Beunza-Larrea) es una localidad española del municipio de Atez, en la Comunidad Foral de Navarra. Es parte del concejo de Beunza.

## Historia
A mediados del siglo XIX, figuraba como caserío del valle de Atez, municipio al que en la actualidad pertenece. Por aquel entonces, contaba con diecinueve habitantes y una iglesia dedicada a San Justo y Pastor, con un cura. Aparece descrita en el Diccionario geográfico histórico de Navarra (1842) de Teodoro Ochoa de Alda con las siguientes palabras:

BEUNZALARREA cas. del vll. Atez, m. de P. y á 3 leg. por n. o.: conf. con Larrainzar á media leg, Beunza un cto. y Ciganda a media hora: se coge poco trigo: sobre escuela vease Beunza: parroquia de San Justo y Pastor y cura con 19 a.
(Ochoa de Alda, 1842, p. 44)

En 2021, ya como parte del concejo de Beunza, estaba despoblada.